# Норт Бийч
Норт Бийч, или Северният плаж (North Beach), е квартал в град-окръг Сан Франциско, щата Калифорния, САЩ.
Това е италианският квартал на Сан Франциско. Има много ресторанти, кафета, заведения, пекарни, барове и е често посещаван атракция от многото туристи в Сан Франциско. Разположен е на сравнително централно място в Сан Франциско, което го прави лесно достижим.
Районът, който се знае в наши дни като Норт Бийч, действително е бил плаж. По-късно е бил запълнен и затрупан.

## Настоящи и бивши жители
- Джак Керуак
- Джо ДиМаджио
- Франсис Форд Копола